# 霍华德·P·罗伯逊
霍华德·珀西·罗伯逊（英語：Howard Percy Robertson，1903年1月27日—1961年8月26日），美国数学家和物理学家，对物理宇宙学和不确定性原理做出了贡献。他是加州理工学院和普林斯顿大学的数学物理学教授。